# Leloaloa
Leloaloa är en ort i Amerikanska Samoa (USA).   Den ligger i distriktet Östra distriktet, i den västra delen av landet, 3 km öster om huvudstaden Pago Pago. Leloaloa ligger 7 meter över havet och antalet invånare är 546.
Terrängen runt Leloaloa är huvudsakligen kuperad, men åt sydost är den platt. Havet är nära Leloaloa norrut.  Närmaste större samhälle är Pago Pago, 2,7 km väster om Leloaloa. 